# Heinrich Koort
Heinrich Koort († nach 1941) war ein estnischer Fußball- und Bandyspieler. 

## Karriere
Heinrich Koort spielte in seiner Fußballkarriere von 1929 bis 1935 für den JK Tallinna Kalev in der Estnischen Fußballmeisterschaft. In der Spielzeit 1930 wurde er mit dem Verein Meister.
Von 1930 bis 1935 absolvierte Koort vier Länderspiele für die Estnische Nationalmannschaft. Er debütierte für das Team bei der Austragung des Baltic Cup im August 1930 gegen Litauen. Im folgenden Jahr spielte er zweimal für Estland, ein Spiel davon im Baltic Cup 1931. Das Turnier gewann er mit seiner Mannschaft. Vier Jahre später absolvierte er sein letztes von vier Länderspielen gegen Litauen in Tallinn.
Im Jahr 1941 wurde er mit Dünamo Tallinn estnischer Meister im Bandy.

## Erfolge
im Fußball:
- Baltic Cup 1931
- Estnischer Meister: 1930

im Bandy:
- Estnischer Meister: 1941